# Kostino-Bystrianskij
Kostino-Bystrianskij (ros. Костино-Быстрянский) – chutor w Rosji, w obwodzie rostowskim, w rejonie morozowskim. W 2010 liczył 1112 mieszkańców.